# Behn Meyer
Behn Meyer ist ein 1840 in Singapur als Überseehandelshaus gegründetes Familienunternehmen, das heute Produkte der Spezialchemie entwickelt, herstellt und distribuiert. Sitz ist Hamburg, der Schwerpunkt der Tätigkeiten liegt in Südostasien. Die Gruppe verfügt in mehr als 14 Ländern Asiens, Europas und Nordamerikas über 28 Niederlassungen, 38 Lagerhäuser und mehrere Produktionsstätten.

## Geschichte

### Von den Anfängen bis zum Ersten Weltkrieg
Theodor August Behn erreichte Singapur am 5. Juli 1839 als Supercargo eines Bremer Handelshauses, für das er Geschäfte abwickelte. Dort handelte er auch auf eigene Rechnung und nutzte geschäftliche Chancen, die der Ausbruch des Ersten Opiumkrieges bot. Sein Freund Valentin Lorenz Meyer kam am 1. November 1840 in Singapur an. Dieser Tag gilt als Gründungsdatum von Behn, Meyer & Co. Es war das erste deutsche Handelshaus in Singapur.
| Zeitleiste der Unternehmensentwicklung | Zeitleiste der Unternehmensentwicklung                                                                     |
| -------------------------------------- | --- |
| 1840                                   | Gründung von Behn, Meyer & Co. in Singapur                                                                 |
| 1857                                   | Gründung von Arnold Otto Meyer in Hamburg                                                                  |
| 1906                                   | Arnold Otto Meyer fungiert als Holding und steuert die Geschäfte von Hamburg aus                           |
| 1914                                   | Die Gruppe ist größtes deutsches Überseehandelshaus und größte deutsche Schifffahrtsagentur in Südostasien |
| 1929                                   | Die Weltwirtschaftskrise trifft die Gruppe schwer                                                          |
| 1939                                   | Der Zweite Weltkrieg beschränkt die Handelsmöglichkeiten erheblich                                         |
| 1945                                   | Verlust aller Vermögenswerte in Südostasien Wiederaufnahme des Handels von Hamburg aus                     |
| 1953                                   | Wiederaufnahme des Handels in Jakarta                                                                      |
| 1955                                   | Wiederaufnahme des Handels in Singapur                                                                     |
| 1965                                   | Eröffnung eines Büros auf Jamaika                                                                          |
| 1997                                   | Bau der ersten Produktionsstätte und des ersten Lagers in Malaysia (Nord-Borneo)                           |
| 1998                                   | Gründung der Behn Meyer Europe GmbH                                                                        |
| 1999                                   | Gründung der Performance Additives                                                                         |
| 2000                                   | Umbenennung der Holding in Behn Meyer Deutschland Holding AG & Co. KG Gründung der Behn Meyer Holding AG   |
| 2011                                   | Eröffnung einer Produktionsstätte in den USA Übernahme von Flexsys (Italien)                               |
| 2014                                   | Behn Meyer Agricare eröffnet eine Produktionsstätte in den Ost-Malaysia                                    |
| 2016                                   | Übernahme von Intracare (Niederlande)                                                                      |

Das Unternehmen handelte im Auftrag anderer Häuser (Kommissionsgeschäfte) und auf eigene Rechnung. Eine Hauptrolle spielten Produkte der Region wie China-Zimt, Ingwer, Kampfer, Anis, Seidenwaren, Tee, Porzellan, Kaffee, Indigo, Sạppanholz, Tabak, Manilahanf, Pfeffer, Muskatnüsse, Gambir, Sago, Büffelhörner, Muscheln, Guttapercha, Rattan oder Reis. Außerdem wurden europäische Waren in südostasiatischen Häfen verkauft, wobei Kohle aus England für den südostasiatischen Schiffsverkehr besonders wichtig wurde.
1848 verließ Valentin Lorenz Meyer Singapur in Richtung Hamburg und schied Ende 1849 aus der Teilhaberschaft aus. An seiner Stelle erhielt sein Bruder Arnold Otto Meyer einen Minderheitsanteil am Unternehmen und ging nach Singapur. Mitte 1852 kehrte Behn ebenfalls nach Hamburg zurück und vertrat dort die Geschäftsinteressen von Behn, Meyer & Co. Am 8. Mai 1857 traf auch Arnold Otto Meyer in Hamburg ein, um dort am 1. Juni 1857 das Unternehmen gleichen Namens zu gründen. Bereits ein Jahr später gefährdeten die Folgen der Wirtschaftskrise von 1857 Behn, Meyer & Co. existenziell. Zunächst kümmerte sich Arnold Otto Meyer in Hamburg um die Aufrechterhaltung der Zahlungsfähigkeit von Arnold Otto Meyer und Behn, Meyer & Co. 1862 ging er noch einmal für zwei Jahre nach Singapur und trieb von dort die Geschäfte voran.
Vorsichtige, aber stetige Geschäfte sorgten bis zum Beginn des Ersten Weltkrieges für das Wachstum beider Unternehmen, wobei Arnold Otto Meyer viele Jahrzehnte lang keine Geschäfte auf eigene Rechnung vornahm, sondern als Agent, Zahlstelle und Einkäufer für Behn, Meyer & Co. auftrat. 1906 ging die Kontrolle des Unternehmens Behn, Meyer & Co. jedoch auf Arnold Otto Meyer über. Von nun an wurden die Geschicke der Gruppe von der Elbmetropole aus bestimmt.
Das Unternehmen expandierte in den ersten eineinhalb Jahrzehnten des 20. Jahrhunderts. Büros und Niederlassungen wurden in vielen Ländern Südostasiens eröffnet, so 1900 in Manila (Philippinen), 1901 in Sandakan (Nord-Borneo) sowie in Batavia (Niederländisch-Indien), 1906 in Zamboanga, Ilo Ilo und Cebu (alle Philippinen) sowie 1907 in Bangkok (Siam). Bis 1914 zählte die Gruppe elf Niederlassungen in Südostasien und im Fernen Osten einschließlich Hongkong, Kanton und Shanghai. Zu diesem Erfolg trugen neben dem Handel die Schifffahrtsagenturen bei, die Behn, Meyer & Co. betrieb. Weitere wichtige Geschäftszweige waren die Plantagenwirtschaft (Beteiligung am Straits und Sunda Syndikat), das Versicherungswesen und das Zinn-Geschäft. Bei Kriegsausbruch 1914 war die Gruppe das größte deutsche Handelshaus in Südostasien und betrieb dort zugleich die größte Schifffahrtsagentur.

### Erster Weltkrieg, Zwischenkriegszeit, NS-Zeit, Zweiter Weltkrieg
Durch den Ersten Weltkrieg verlor Behn, Meyer & Co. Gebäude und Vermögen in Singapur, Malaya und den Philippinen, weil die Behörden der Kriegsgegner sie beschlagnahmten und versteigerten. Die Verluste beliefen sich auf 12 Mio. Reichsmark. Viele Mitarbeiter wurden interniert, einige verloren während des Krieges ihr Leben.
In den 1920er Jahren gelang es, eine starke Position in Südostasien zurückzugewinnen. Ausgangspunkte waren nach Ende des Krieges die Gründung eines Unternehmens nach niederländischem Recht in Amsterdam und das operative Geschäft in Niederländisch-Indien durch die N.V. Straits Java Trading Co. Nach Überwindung der Nachkriegsprobleme verfügte die Gruppe wieder über 14 Niederlassungen in Südostasien. Ihr gelang es, das Recht zur Alleinvertretung namhafter Unternehmen zu erlangen. Derartige Agenturen bestanden beispielsweise für die I.G. Farben, die Beiersdorf AG, die Humboldt-Deutzmotoren AG, für Agfa, für die Brauerei Beck, die Elbschloss-Brauerei, die Württembergische Metallwarenfabrik, die Gruschwitz Textilwerke oder für Ford in Niederländisch-Indien.
1925 übernahm Arnold Otto Meyer die überseeischen Export-Handelsgesellschaften des Hugo-Stinnes-Konzerns. Dadurch bekam die Gruppe Marktzugänge in Südafrika, Südamerika (Argentinien, Kolumbien und Chile) sowie in China.
Die Weltwirtschaftskrise traf das Unternehmen schwer. 1929 verfügte es über ein Eigenkapital von 14 Mio. Reichsmark, die Eigenkapitalquote lag bei 36 Prozent. Diese Werte schmolzen in der Krise rasch zusammen, weil weltweit Im- und Exporte abnahmen. Das Eigenkapital belief sich Ende 1932 auf nur noch 2 Mio. Reichsmark bei einer Bilanzsumme von 16 Mio. Reichsmark, die Schulden des Unternehmens hatten zu diesem Zeitpunkt eine Höhe von 14,5 Mio. Reichsmark.
Nach der Machtübernahme durch die Nationalsozialisten stützte der Staat notleidende Übersee-Handelshäuser durch Scheinbeteiligungen: Beteiligungen wurden nicht eingezahlt (und der Staat damit zum Kommanditisten), sondern in Form von Wechseldiskont-Fazilitäten bereitgestellt. Faktisch wirkten diese Instrumente als staatliche Sicherheit für Kreditgewährungen. Der Preis für diese Unterstützung stellte sich als hohe Zinsbelastung der Unternehmensgruppe dar, deren Geschäfte durch die NS-Autarkiepolitik belastet blieb. Eine Sanierung kam bis 1939 nicht mehr zustande. Die Abwicklung der Kreditlasten reichte bis weit in die Nachkriegszeit hinein und gelang erst 1958/1962.
Zu einem Kennzeichen der NS-Wirtschaftspolitik und Teil der nationalsozialistischen Judenverfolgung wurden „Arisierungen“. Arnold Otto Meyer erwarb 1938 die Gerbstoff-Abteilung des 1877 in Hamburg gegründeten Unternehmens Blau & Schindler der jüdischen Eigentümer Ernst Blau und Theodor Schindler, die gezwungen waren zu emigrieren und nach England gingen. Laut der von Behn Meyer beauftragten Unternehmenschronik von Fritz Kleinsteuber zahlte Arnold Otto Meyer den gewünschten Kaufpreis, übernahm die Angestellten und machte eine neue eigene Abteilung für Gerbstoffe auf.
Nach Beginn des Zweiten Weltkrieges verringerte sich das Geschäftsvolumen der Gruppe mehr und mehr, weil Marktzugänge versperrt waren. Die Erschließung neuer Märkte in den von der Wehrmacht eroberten Gebieten änderte nichts an diesem Trend. Beispielsweise blieben entsprechende Versuche in der Ukraine unter der Regie von Lothar Danner ohne nachhaltigen Erfolg. Wie im Ersten Weltkrieg kam es zur Internierung vieler Mitarbeiter in Übersee. Während der Luftangriffe auf Hamburg trafen Bomben die Kontorhäuser am Alsterdamm (Hausnummer 1 und 2) und in der Ferdinandstraße (Nr. 2). Nur Büros im Kontorhaus Alsterdamm 1, genannt Haus Alsterblick, und in der Ferdinandstraße 2 ließen sich nutzen.

### 1950er bis Ende der 1990er Jahre
Nach Kriegsende blieb dem Unternehmen die Hamburger Zentrale erhalten. Alle Besitzungen in Übersee gingen hingegen verloren. Arnold Otto Meyer betätigte sich zunächst innerhalb der Britischen Besatzungszone im Schrotthandel sowie im Vertrieb von Rostschutzfarbe. Weil deutsche Unternehmen für zehn Jahre von Geschäften in Malaya und Singapur ausgeschlossen waren, gelang die wirtschaftliche Erholung des Unternehmens durch Unterstützung eines langjährigen britischen Geschäftspartners (Paterson, Simons & Co.), der die Geschäfte von Behn, Meyer & Co. sowie der N.V. Straits Java Trading Co. besorgte. Außerdem gründete Arnold Otto Meyer zusammen mit A. P. Møller ein dänisches Unternehmen, das in Indonesien Geschäfte anbahnen konnte, weil Dänemark den jungen Staat frühzeitig anerkannte und dänische Firmen dort aktiv waren. 1953 eröffnete das Unternehmen eine Niederlassung in Jakarta. 1955 folgte Singapur. 1958 etablierte sich die Gruppe in Kuala Lumpur und Penang mit eigenen Büros. Ende der 1950er Jahre galt Behn, Meyer & Co. erneut als das führende deutsche Handelshaus in Südostasien.
Das Warenangebot im Exportgeschäft hatte sich sehr stark erweitert. Es umfasste Investitionsgüter, Textilien, Farben, Chemikalien, Eisenwaren, Fahrradteile, optische Geräte, Kameras und vieles andere mehr. Erneut war es gelungen, mit einer Reihe von Agenturen betraut zu werden. Für die entsprechenden Unternehmen trat man als Vertriebsstützpunkt und Serviceleister auf. Zu diesen Unternehmen gehörten solche, denen man schon seit der Zwischenkriegszeit verbunden war, zum Beispiel Bayer, BASF, Hoechst und Degussa, aber auch neue, wie Telefunken, Olympia, Kao Corporation, Jungbunzlauer, Dumex, Röhm & Haas oder Munck.
In Südafrika war Arnold Otto Meyer mit einem Tochterunternehmen ab 1952 vertreten. Zehn Jahre später floss dort das beschlagnahmte, ehemalige Stinnes-Vermögen zurück. Die Gruppe trat dort ab 1988 unter dem Namen Bellstedt auf und blieb bis Ende der 1990er Jahre im Land. 1950 übernahm Arnold Otto Meyer die Rolle einer Kommanditistin bei Wm. O’Swald, ein Unternehmen, das seit mehr als 100 Jahren in und mit Ostafrika Handel trieb. Arnold Otto Meyer übernahm es in der zweiten Hälfte der 1960er Jahre. Der Geschäftserfolg blieb jedoch aus, sodass das Ostafrika-Geschäft noch in den 1960er Jahren aufgegeben wurde. 1965 errichtete Arnold Otto Meyer eine Niederlassung in Jamaika. Das karibische Geschäft wird bis heute fortgeführt, mittlerweile allerdings von Hamburg aus.
1982, 125 Jahre nach Gründung von Arnold Otto Meyer, arbeiteten mehr als 100 Mitarbeiter in Hamburg für die Unternehmensgruppe; in Asien, Südafrika und in der Karibik kamen zusammen rund 900 Personen hinzu. Die Gruppe erreichte damals einen Außenumsatz von fast einer Milliarde DM.
Die 1980er und 1990er Jahre stellten die Unternehmensgruppe vor erhebliche Herausforderungen. Das Umfeld veränderte sich so tiefgreifend, dass das tradierte Geschäftsmodell zunehmend obsolet wurde. Zum einen sorgten technische Innovationen dafür, dass bestimmte Produkte und Marken vom Markt verschwanden (Beispiel: Büromaschinen von Olympia). Zum anderen expandierten die Hersteller oder Markeneigner selbst nach Übersee und errichteten dort eigene Vertriebsgesellschaften beziehungsweise Produktionsstätten – Agenturen wurden nicht mehr gebraucht. Darüber hinaus nahm die Bedeutung des Groß- und Überseehändlers ab, weil Anbieter und Kunden immer schneller und transparenter miteinander kommunizieren konnten. Was mit Selbstwähleinrichtungen im Telefonverkehr begonnen hatte, setzte sich mit dem Telefax fort, um schließlich mit dem Internet in völlig neue Direktbeziehungen zu münden.
Nicht nur das Exportgeschäft geriet unter Druck. Auch der Warenimport nach Deutschland und Europa veränderte sich. Erwies sich das Zinn-Geschäft noch bis in die 1970er Jahre als sehr ertragsstark, so ging es durch Direktkäufe der Kunden bei den Produzenten mehr und mehr zurück. Auch der traditionsreiche Import von Gummi wurde von der Gruppe Ende der 1990er Jahre eingestellt. Ähnliches galt für weitere Tropenprodukte.
Zwei weitere Belastungen kamen hinzu: Zum einen rechneten sich die Versuche der Unternehmensgruppe nicht, in das Engineering einzusteigen; das vor allem in den 1970er Jahren begonnene Technik- und Anlagengeschäft erwies sich überwiegend als verlustreich. Zum anderen liefen durch importierte Obst- und Gemüsekonserven in den 1990er Jahren existenzbedrohende Verluste auf; der hohe Preisdruck im Lebensmittel-Großhandel, Mängel in der Logistik und deutlich zu große Lagerbestände gelten als Ursachen.

### Das Unternehmen seit den späten 1990er Jahren
In dieser Krise überprüften die Führungskräfte die Kosten, Personal, Strukturen und Abläufe. Sie richteten das Unternehmen neu aus.
Die Aktivitäten in technischen Bereichen und im Engineering wurden aufgegeben, ebenso die Distribution von Waren für Endverbraucher. Stattdessen konzentrierte sich das Geschäft nun auf Chemie-Erzeugnisse. Zugute kam der Gruppe, dass sie im Chemikalienhandel über jahrzehntelange Erfahrung verfügte. Seit den 1960er Jahren galt dies im verstärkten Maße für den Import und den Vertrieb von Düngemitteln, Pflanzenschutzmitteln und Insektiziden. Hilfreich war zudem, dass Malaysia und Indonesien seit den 1960er Jahren stark auf Ölpalmen setzten und das Unternehmen hier Spezialdünger anbieten konnte, insbesondere Nitrophoska. Auch die langjährige Zusammenarbeit mit der FELDA (1980–2009) förderte Stellung und Ruf des Unternehmens in Malaysia. In Sandakan (Malaysia) erwarb es 1997 Land und errichtete dort einen Gebäudekomplex zur Lagerung und Weiterverarbeitung von Düngemitteln.
Aus der Zusammenarbeit mit Schill+Seilacher entstand in den 1990er Jahren das Geschäft mit Additiven für die Gummiverarbeitung. Aus dieser Wurzel entwickelte sich auch das Geschäft mit Polymeren. 1999 wurde in Malaysia die Performance Additives gegründet. Dieses Unternehmen produziert und vertreibt Additive für die Gummi- und Plastikindustrie. Zudem nahm der Bereich Ingredients Gestalt an. Hier bietet die Gruppe Zusätze für die Nahrungsmittelindustrie, für Tierfutter und für Kosmetik an. Ferner wurden die Performance Chemicals aufgebaut, eine breite Palette von Produkten für Beschichtungen, für die Petro- und petrochemische Industrie, für Leder und Textilien sowie für die Wasseraufbereitung.
Die Holding Arnold Otto Meyer firmierte 1999/2000 um, sie heißt seither Behn Meyer Deutschland Holding AG & Co KG. Ferner wurde die Behn Meyer Holding AG zur geschäftsführenden Gesellschafterin mit alleiniger Geschäftsführungsbefugnis ernannt (Komplementärin). Ziel war es, dem Gesamtunternehmen einen möglichst einheitlichen Namen zu geben. Das operative Handelsgeschäft in Europa firmierte schon seit 1998 unter Behn Meyer Europe GmbH.
2003 eröffnete Behn Meyer Europe eine Niederlassung in Amsterdam. In West-Malaysia wurden 2008 in Pasir Gudang 20.000 m² Grund erworben, um darauf ein neues Lager und Verarbeitungsanlagen zu errichten. 2010 nahm in Subang Jaya ein Forschungs- und Entwicklungszentrum seinen Betrieb auf. Vergleichbare Einrichtungen existieren auch in Ho-Chi-Minh-Stadt (Vietnam) sowie in Indonesien und Thailand. 2011 nahm eine philippinische Tochtergesellschaft der Gruppe ihre Tätigkeit auf. Zugleich begann in New Philadelphia (Ohio) eine neue Fertigungsstätte die Produktion von auf Bitumen basierenden Additiven; Kunden für diese Produkte finden sich vorzugsweise in europäischen und Asien-Pazifik-Märkten. Ebenfalls 2011 erwarb die Gruppe Flexsys in Termoli (Italien). Flexsys wurde in Performance Additives Italy umbenannt. An diesem Adria-Standort werden hochspezialisierte Chemikalien hergestellt, deren Abnehmer vor allem in der Automobilzulieferer-, Gummi- und Latexindustrie zu finden sind. Durch Übernahmen verfügt Behn Meyer seit 2013 über Standorte in Qingdao, Shanghai und Taipeh. 2014 eröffnete Behn Meyer Agricare eine Produktionsstätte in Lahad Datu, Ost-Malaysia/Borneo.
In Myanmar vereinbarten die Myanmar Agribusiness Public Corporation (MAPCO) und BMM Venture – ein Gemeinschaftsunternehmen von Behn Meyer AgriCare und Mitsui – 2016 eine gemeinsame Import-, Fertigungs- und Vertriebsgesellschaft für Düngemittel zu errichten und zu betreiben, die Agri First. Ebenfalls 2016 erwarb Behn Meyer in den Niederlanden Anteile an Intracare. Dieses Unternehmen mit Sitz in Veghel ist ein Spezialist für Hygieneprodukte und den Antibiotika-Ersatz in der Tierernährung.

## Gegenwärtige Strukturen und Kennzeichen

### Organisation
Das operative Geschäft der Gruppe verteilt sich auf unterschiedliche Unternehmen in verschiedenen Ländern. Die Gesamtführung der Gruppe liegt bei der Behn Meyer Holding AG mit Sitz in Hamburg, die als Komplementärin der Behn Meyer Deutschland Holding AG & Co KG (Sitz: Hamburg) fungiert.
Die Konzentration des Unternehmens auf das Agrar- und Chemiegeschäft spiegelt sich in den entsprechenden Holdings wider: der Behn Meyer Agricare Holding (S) Pte. Ltd. und der Behn Meyer Chemicals Holding (S) Pte. Ltd., beide mit Sitz in Singapur. Unter diesen zwei Dächern gruppieren sich die meisten der operativen Tochterunternehmen.
Die Behn Meyer Europe GmbH agiert vor allem als europäische Vertriebsgesellschaft für die Produkte der Behn Meyer Gruppe. Der Schwerpunkt liegt im Kautschuk-Geschäft.
Performance Additives ist eine Tochter der Behn Meyer Chemicals Holding (S) Pte. Ltd. und ist unter diesem Namen als Teil der Behn Meyer Gruppe für die Herstellung und Vermarktung der entsprechenden Zusatz- und Wirkstoffe zuständig, die von der Gummi- und Plastikindustrie nachgefragt werden.

### Joint Ventures und Anteile
Ein Joint Venture besteht mit Mitsui. Ziel ist es, zusammen mit MAPCO in Myanmar das Düngemittelgeschäft aufzubauen. Dafür ist das Unternehmen Agri First gegründet worden. Behn Meyer ist in den Niederlanden zudem Anteilseigner von Intracare.

### Geschäftsfelder
Die Gruppe gliedert ihr Kerngeschäft in vier Bereiche:
- AgriCare: Hier geht es um Produktion, Marketing und Vertrieb von Dünger, Spezialdünger und Pflanzenschutz.[88]
- Ingredients: Die Gruppe bietet hier Produkte und Dienstleistungen für die Lebensmittelindustrie, die Tiernahrungsindustrie, die Öko-Landwirtschaft oder die Kosmetik- beziehungsweise die Arzneimittel-Industrie.[89]
- Performance Chemicals: Behn Meyer bietet in diesem Bereich Produkte für Beschichtungen, Verfahrenstechnik, Wasseraufbereitung, für petrochemische Zwecke sowie für die Leder- und Textilproduktion.[90]
- Polymers. In diesem Geschäftsbereich geht es um verschiedenste Produkte für die Plastik- und Gummiindustrie Asiens, Europas und der Vereinigten Staaten.[91]

### Umsatz und Marktposition
2016 erzielte die Gruppe einen Umsatz von 696,9 Mio. Euro. In seiner Liste der größten Chemie-Distributoren Asiens („Asia Chemical Distribution Leaders“) für das Jahr 2016 ordnete der Preis-Informationsdienst ICIS Behn Meyer auf Rang 5 von 63 ein.

### Standorte und Kunden
Die Gruppe ist in folgenden Ländern mit Unternehmen, Niederlassungen, Produktionsstätten, Lagern oder Büros vertreten:
- Asien
  - China
  - Indonesien
  - Malaysia
  - Myanmar
  - Philippinen
  - Singapur
  - Taiwan
  - Thailand
  - Vietnam
- Europa
  - Deutschland
  - Italien
  - Niederlande
- Nordamerika
  - Vereinigte Staaten

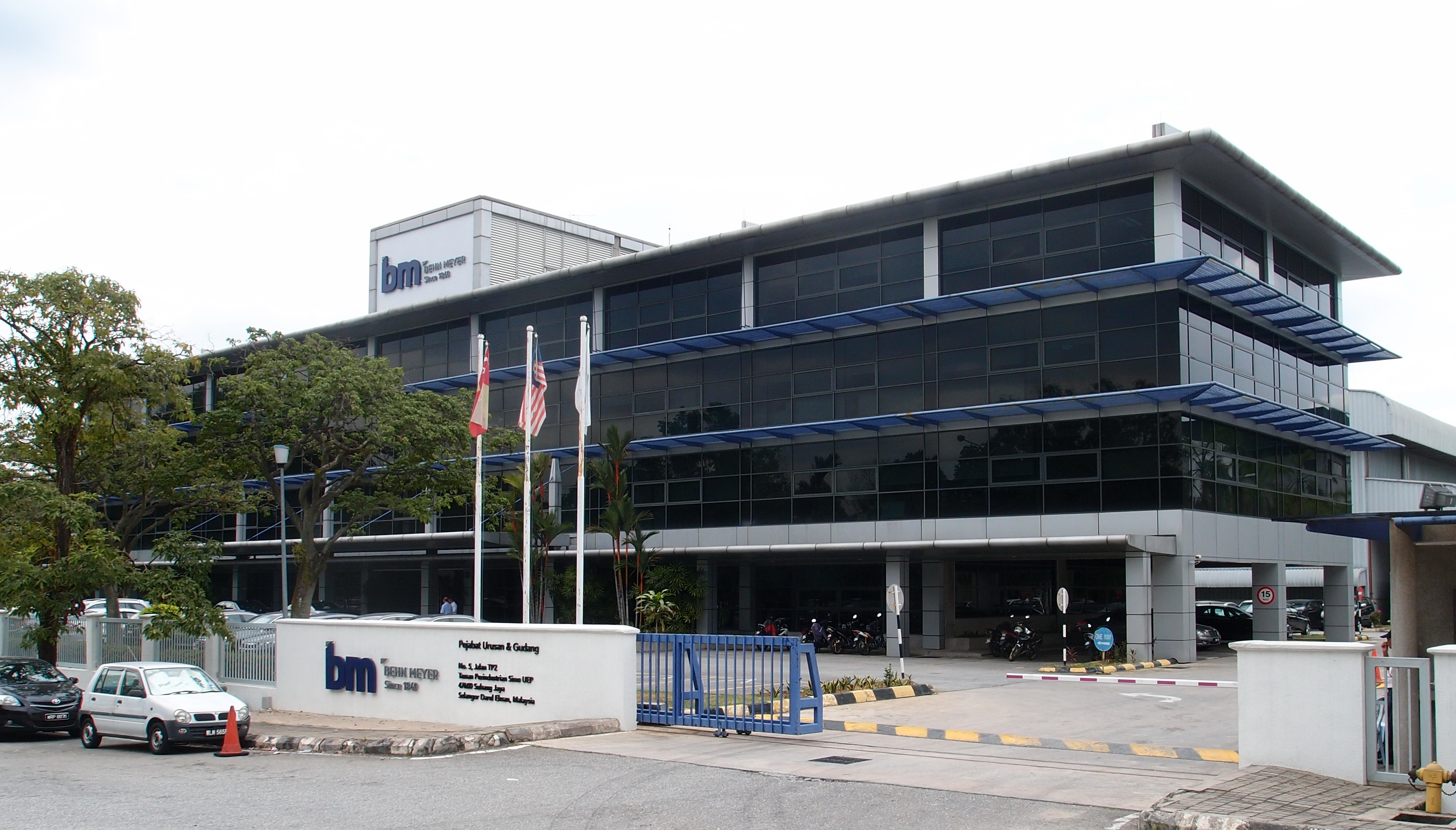
Gebäude von Behn Meyer in Subang Jaya (2014)

Die Gruppe betreut mehr als 10.000 Kunden.

### Teilhaber
Die Hamburger Familien Kellinghusen, Lorenz-Meyer und Schönberg sind die drei gleichberechtigten, jeweils zu einem Drittel beteiligten Eigentümer. Ihre Anteile an der Behn Meyer Deutschland Holding AG & Co KG sind jeweils in Familien-Kommanditgesellschaften zusammengefasst.

### Führung und Beschäftigte
Der Vorstand der Behn Meyer Holding AG besteht aus sechs Personen: Prasonk Aramwittaya, Oliver Meyer, Dirk Lorenz-Meyer, Rohaya Muhammad, Lotta Kellinghusen und Teo Tee Seng.
Die Kontrolle übt der sechsköpfige Aufsichtsrat aus: Hoh Sooi Kim, Christa Lorenz-Meyer, Bernhard Becker, Jens Kellinghusen, Peter-Joachim Schönberg und Khoo Su Chin.
Die Gruppe rekrutiert seit vielen Jahren Führungskräfte, auch Frauen, aus den Reihen der Beschäftigten in Asien. Das gilt für die operativen Unternehmen und auch für die Führungsgremien der Behn Meyer Holding AG.
In der Gruppe sind mehr als 1200 Menschen beschäftigt.

## Weiteres

### Historische Gebäude

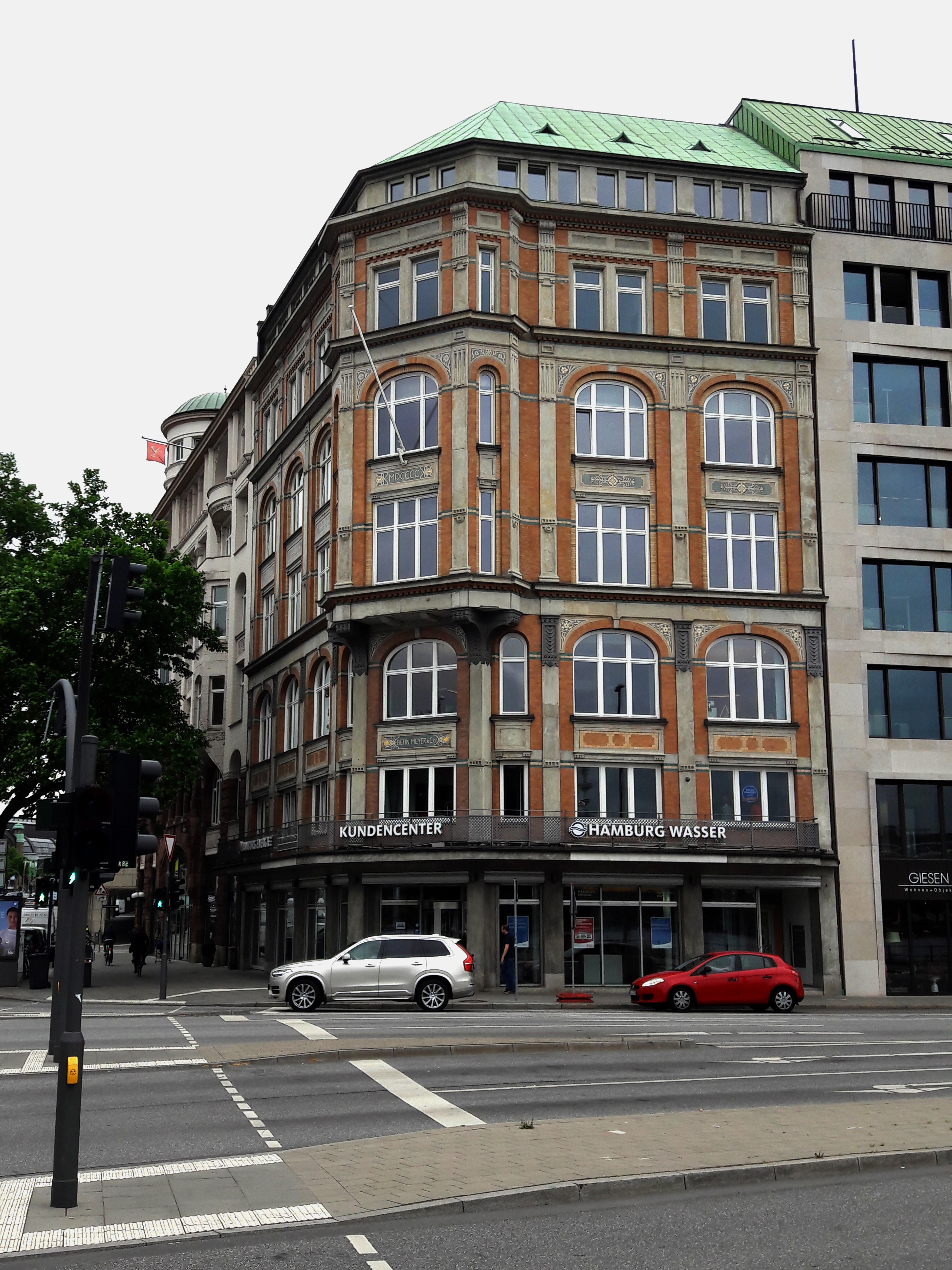
Zentrale von Behn Meyer (Haus Alsterblick) in Hamburg, Foto von 2018.

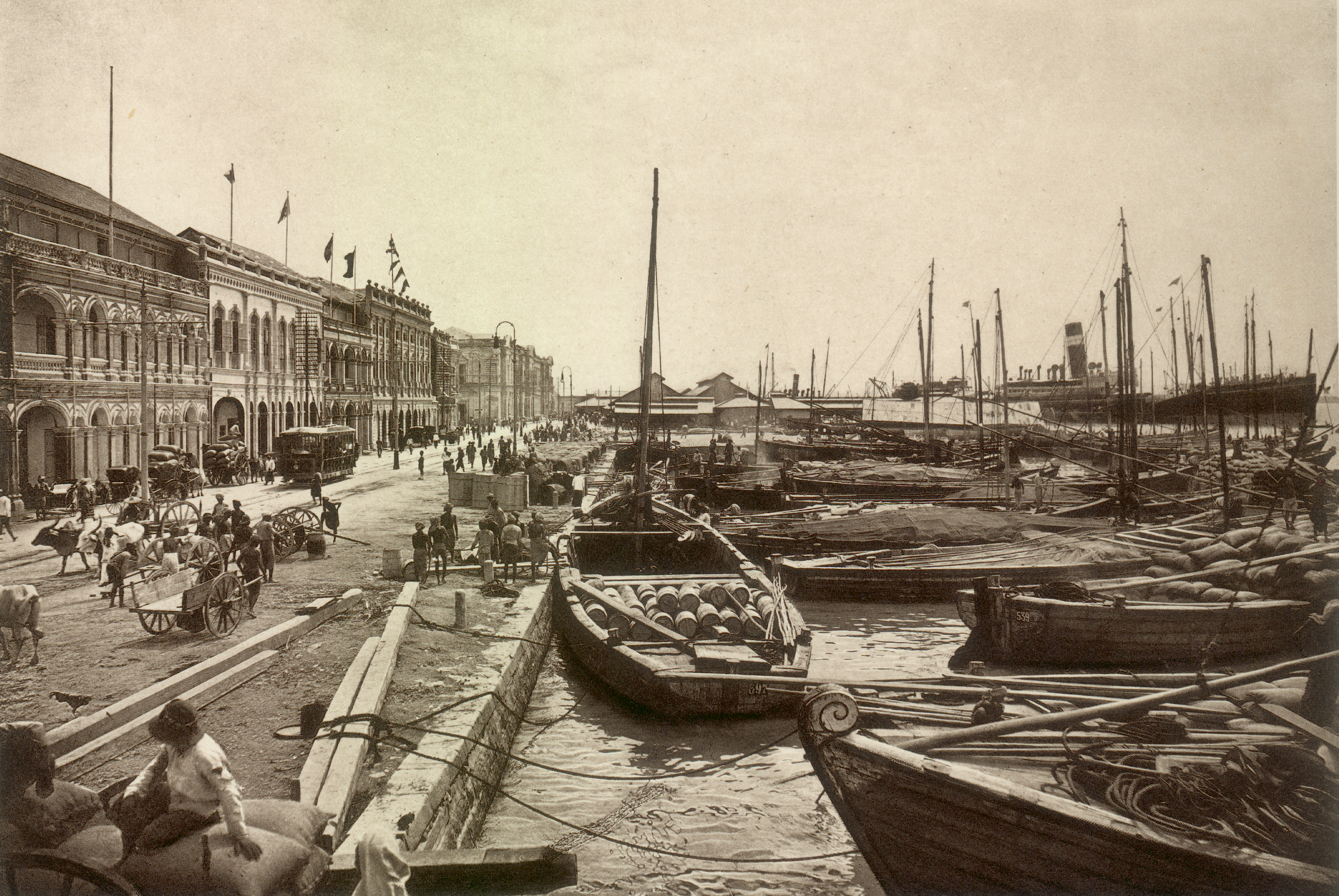
Der Weld Quay in George Town, (Penang) in den 1910er Jahren. Das Gebäude von Behn, Meyer & Co. ist das zweite links

Die Zentrale des Unternehmens hat ihren Sitz in Hamburg im Kontorhaus am Ballindamm (Hausnummer 1), Ecke Glockengießerwall. Es handelt sich um ein fünfgeschossiges Eckgebäude mit Blick auf Außenalster und Binnenalster, in unmittelbarer Nachbarschaft zur Lombardsbrücke, Hamburger Kunsthalle und zum Hamburger Hauptbahnhof. Das Haus wurde Ende des 19. Jahrhunderts geplant und 1907 fertiggestellt. Im Zweiten Weltkrieg zerstörte eine Bombe Dach und Staffelgeschoss, beides wurde 1959 wieder aufgebaut. Von 2002 bis 2003 wurde die Fassade in zwei Etappen umfassend saniert. Dabei wurden Säulen, schmiedeeiserne Tragwerke, Kannelüren, Gesimse und Mauerwerk aus Cottaer Sandstein sowie Mosaike freigelegt und restauriert. 2005 lobte die Patriotische Gesellschaft von 1765 die Restaurierung: „Für Hamburg ist ein solches Gebäude ein unschätzbares Detail in der Kette der sehens- und erhaltenswerten Gebäude, besonders rund um die Alster.“
Das frühere Gebäude von Behn, Meyer & Co. in Penang ist heute Teil des dortigen Heritage Trail und beherbergt ein Museum. 1891 war Penang der erste Standort in Malaya und die erste Firmengründung außerhalb Singapurs. Heute ist es in Asien das letzte erhaltene historische Gebäude der Firmengeschichte.

### Konsuln und Honorarkonsuln
Viele Führungskräfte des Unternehmens übernahmen im Laufe der Unternehmensgeschichte Ämter als Konsuln beziehungsweise Honorarkonsuln:
- Theodor August Behn: für Bremen und Hamburg[102]
- Arnold Otto Meyer: für Hamburg und Bremen[103], für Preußen und für das Großherzogtum Mecklenburg-Schwerin[104]
- Johannes Mooyer: für Hamburg, Bremen und Lübeck[105]
- Oscar Mooyer: für den Norddeutschen Bund und das Deutsche Reich[106]
- Willy Kellinghusen: für die Malaiische Föderation[107]
- Gert Witthoefft: für Jamaika[108]
- Reinhard Schönberg: für Jamaika[108]
- Jens Kellinghusen: für Jamaika[108]
- Peter-Joachim Schönberg: für Jamaika[108]
- Dieter Lorenz-Meyer: für Singapur[109]
- Dirk Lorenz-Meyer: für Singapur[110]

### Ehrungen und Hamburger Ehrenämter
Der preußische König Wilhelm II. ernannte Arnold Otto Meyer zum Königlichen Commerzienrath. Georg von Daggenhausen erhielt das Bundesverdienstkreuz, ebenso wie Peter Thomas und Dieter Lorenz-Meyer.
Dieter Lorenz-Meyer amtierte als Vizepräses der Handelskammer Hamburg und Vorsitzender des Vorstands der Versammlung Eines Ehrbaren Kaufmanns zu Hamburg.

### Corporate Social Responsibility
Spenden und sozial verantwortungsvolles unternehmerisches Handeln haben im Unternehmen eine lange Tradition. So spendete Theodor August Behn 1857 in Singapur Geld für das Sailors Home, die Mr. Keasberry’s Malay Schools, das Tan Tock Seng’s Hospital und das Seamen’s Hospital. Zum 50. Jahrestag der Gründung von Behn, Meyer & Co spendete das Unternehmen 1890 der anglikanischen St. Andrews Cathedral in Singapur ein komplettes silbernes Altargeschirr, das dort heute noch genutzt wird.
In Hamburg gründeten die Inhaber von Arnold Otto Meyer nach dem Zweiten Weltkrieg einen Fürsorgeverein (Arnold Otto Meyer Fürsorge e. V.). Seine Leistungen sollten im Bedarfsfall langjährigen Mitarbeitern zugutekommen. Aus Gewinnen von Arnold Otto Meyer kamen bis 1973 mehr als 14 Millionen DM zusammen. Zur Linderung der Wohnungsnot in der Nachkriegszeit baute das Unternehmen zudem Wohnungen für Mitarbeiter.
In Malaysia existiert seit 1989 die Behn Meyer Foundation. Sie kümmert sich um die Weiterbildung von Mitarbeitern und die Bildung von Kindern Angestellter. In Indonesien unterstützt die Gruppe ausgewählte Grundschulen, in den 1970er Jahren förderte die Gruppe über eine Stiftung dort Waisenhäuser. In Vietnam werden Schulen und soziale Einrichtungen für Kinder gefördert. In Thailand hat sich das Unternehmen mit Geldspenden und Arbeitseinsätzen an Maßnahmen der Katastrophenhilfe beteiligt. Aus Anlass des 175. Gründungsjubiläums spendete das Unternehmen 100.000 Singapur-Dollar an das National University Cancer Institute in Singapur.

## Anhang